# Írország a 2000. évi nyári olimpiai játékokon
Írország az ausztráliai Sydneyben megrendezett 2000. évi nyári olimpiai játékok egyik részt vevő nemzete volt. Az országot az olimpián 10 sportágban 64 sportoló képviselte, akik összesen 1 érmet szereztek.

## Érmesek
| Érem  | Versenyző        | Sportág  | Versenyszám |
| ----- | ---------------- | -------- | ----------- |
| Ezüst | Sonia O’Sullivan | Atlétika | Női 5000 m  |

## Atlétika
Férfi
| Versenyző                                       | Versenyszám     | Előfutam | Előfutam | Előfutam | Negyeddöntő | Negyeddöntő | Negyeddöntő | Elődöntő | Elődöntő | Elődöntő | Döntő   | Döntő    |
| Versenyző                                       | Versenyszám     | Idő      | Hely.    | Össz.    | Idő         | Hely.       | Össz.       | Idő      | Hely.    | Össz.    | Idő     | Helyezés |
| ----------------------------------------------- | --------------- | -------- | -------- | -------- | ----------- | ----------- | ----------- | -------- | -------- | -------- | ------- | -------- |
| Paul Brizzel                                    | 100 m           | 10,62    | 6.       | 63.      | kiesett     | kiesett     | kiesett     | kiesett  | kiesett  | kiesett  | kiesett | kiesett  |
| Paul Brizzel                                    | 200 m           | 20,98    | 4.       | 36.**    | kiesett     | kiesett     | kiesett     | kiesett  | kiesett  | kiesett  | kiesett | kiesett  |
| Tom Coman                                       | 400 m           | 46,17    | 4.       | 37.      |             |             |             | kiesett  | kiesett  | kiesett  | kiesett | kiesett  |
| David Matthews                                  | 800 m           | 1:48,77  | 5.       | 43.      |             |             |             | kiesett  | kiesett  | kiesett  | kiesett | kiesett  |
| James Nolan                                     | 1500 m          | 3:40,50  | 9.       | 23.      |             |             |             | kiesett  | kiesett  | kiesett  | kiesett | kiesett  |
| Mark Carroll                                    | 5000 m          | 13:30,60 | 7.       | 16.      |             |             |             |          |          |          | kiesett | kiesett  |
| Peter Coghlan                                   | 110 m gát       | 14,03    | 6.       | 30.      | 13,86       | 7.          | 23.         | kiesett  | kiesett  | kiesett  | kiesett | kiesett  |
| Tom McGuirk                                     | 400 m gát       | 51,73    | 7.       | 51.      |             |             |             | kiesett  | kiesett  | kiesett  | kiesett | kiesett  |
| John McAdorey Gary Ryan Tom Comyns Paul Brizzel | 4 × 100 m váltó | 39,26    | 4.       | 16.*     |             |             |             | kiesett  | kiesett  | kiesett  | kiesett | kiesett  |
| Junior McKee Tom Coman Rob Daly Paul Opperman   | 4 × 400 m váltó | 3:07,42  | 3.       | 22.      |             |             |             | kiesett  | kiesett  | kiesett  | kiesett | kiesett  |
| Robert Heffernan                                | 20 km gyaloglás |          |          |          |             |             |             |          |          |          | 1:26:04 | 28.      |
| Jamie Costin                                    | 50 km gyaloglás |          |          |          |             |             |             |          |          |          | 4:24:22 | 38.      |

| Versenyző      | Versenyszám   | Selejtező | Selejtező | Döntő    | Döntő    |
| Versenyző      | Versenyszám   | Eredmény  | Helyezés  | Eredmény | Helyezés |
| -------------- | ------------- | --------- | --------- | -------- | -------- |
| Brendan Reilly | Magasugrás    | 220 cm    | 23.**     | kiesett  | kiesett  |
| Nick Sweeney   | Diszkoszvetés | 57,37 m   | 36.       | kiesett  | kiesett  |
| John Menton    | Diszkoszvetés | 54,21 m   | 40.       | kiesett  | kiesett  |
| Paddy McGrath  | Kalapácsvetés | 67,00 m   | 41.       | kiesett  | kiesett  |
| Terry McHugh   | Gerelyhajítás | 79,90 m   | 20.       | kiesett  | kiesett  |

Női
| Versenyző                                                | Versenyszám     | Előfutam | Előfutam | Előfutam | Negyeddöntő | Negyeddöntő | Negyeddöntő | Elődöntő | Elődöntő | Elődöntő | Döntő    | Döntő    |
| Versenyző                                                | Versenyszám     | Idő      | Hely.    | Össz.    | Idő         | Hely.       | Össz.       | Idő      | Hely.    | Össz.    | Idő      | Helyezés |
| -------------------------------------------------------- | --------------- | -------- | -------- | -------- | ----------- | ----------- | ----------- | -------- | -------- | -------- | -------- | -------- |
| Sarah Reilly                                             | 100 m           | 11,56    | 3.       | 37.      | 11,53       | 7.          | 23.         | kiesett  | kiesett  | kiesett  | kiesett  | kiesett  |
| Sarah Reilly                                             | 200 m           | 23,43    | 5.       | 31.      | kiesett     | kiesett     | kiesett     | kiesett  | kiesett  | kiesett  | kiesett  | kiesett  |
| Karen Shinkins                                           | 400 m           | 53,27    | 4.       | 34.      | kiesett     | kiesett     | kiesett     | kiesett  | kiesett  | kiesett  | kiesett  | kiesett  |
| Sinéad Delahunty                                         | 1500 m          | 4:11,75  | 7.       | 25.      |             |             |             | kiesett  | kiesett  | kiesett  | kiesett  | kiesett  |
| Breda Dennehy-Willis                                     | 10 000 m        | 33:17,45 | 11.      | 22.      |             |             |             |          |          |          | kiesett  | kiesett  |
| Breda Dennehy-Willis                                     | 5000 m          | 15:49,58 | 13.      | 35.      |             |             |             |          |          |          | kiesett  | kiesett  |
| Rosemary Ryan                                            | 5000 m          | 15:33,05 | 8.       | 23.      |             |             |             |          |          |          | kiesett  | kiesett  |
| Sonia O’Sullivan                                         | 5000 m          | 15:07,91 | 1.       | 1.       |             |             |             |          |          |          | 14:41,02 |          |
| Sonia O’Sullivan                                         | 10 000 m        | 32:29,93 | 7.       | 7.       |             |             |             |          |          |          | 30:53,37 | 6.       |
| Susan Smith-Walsh                                        | 400 m gát       | 57,08    | 4.       | 19.      |             |             |             | kiesett  | kiesett  | kiesett  | kiesett  | kiesett  |
| Karen Shinkins Martina McCarthy Emily Maher Ciara Sheehy | 4 × 400 m váltó | 3:32,24  | 6.       | 16.      |             |             |             |          |          |          | kiesett  | kiesett  |
| Gillian O'Sullivan                                       | 20 km gyaloglás |          |          |          |             |             |             |          |          |          | 1:33:10  | 10.      |
| Olive Loughnane                                          | 20 km gyaloglás |          |          |          |             |             |             |          |          |          | 1:38:23  | 35.      |

* - egy másik versenyzővel azonos eredményt ért el

** - két másik versenyzővel azonos eredményt ért el

## Evezés
Férfi
| Versenyző                                              | Versenyszám                          | Előfutam | Előfutam | Vigaszág | Vigaszág | Elődöntő | Elődöntő | Elődöntő | Döntő | Döntő   | Döntő | Helyezés |
| Versenyző                                              | Versenyszám                          | Idő      | Hely.    | Idő      | Hely.    | Típus    | Idő      | Hely.    | Típus | Idő     | Hely. | Helyezés |
| ------------------------------------------------------ | ------------------------------------ | -------- | -------- | -------- | -------- | -------- | -------- | -------- | ----- | ------- | ----- | -------- |
| Neal Byrne Neville Maxwell Gearóid Towey Tony O'Connor | Könnyűsúlyú kormányos nélküli négyes | 6:18,94  | 5.       | 6:13,00  | 3.       | A/B      | 6:10,30  | 5.       | B     | 6:09,84 | 5.    | 11.      |

## Kajak-kenu

### Síkvízi
Férfi
| Versenyző  | Versenyszám        | Előfutam | Előfutam | Előfutam | Elődöntő | Elődöntő | Elődöntő | Döntő   | Döntő    |
| Versenyző  | Versenyszám        | Idő      | Hely.    | Össz.    | Idő      | Hely.    | Össz.    | Idő     | Helyezés |
| ---------- | ------------------ | -------- | -------- | -------- | -------- | -------- | -------- | ------- | -------- |
| Gary Mawer | Kajak egyes 500 m  | 1:49,705 | 8.       | 30.      | kiesett  | kiesett  | kiesett  | kiesett | kiesett  |
| Gary Mawer | Kajak egyes 1000 m | 3:45,787 | 6.       | 27.      | 3:50,363 | 9.       | 26.      | kiesett | kiesett  |

### Szlalom
| Versenyző             | Versenyszám       | Selejtező | Selejtező | Selejtező | Selejtező | Selejtező  | Selejtező  | Döntő    | Döntő    | Döntő    | Döntő    | Döntő      | Döntő      |
| Versenyző             | Versenyszám       | 1. futam  | 1. futam  | 2. futam  | 2. futam  | Összesítés | Összesítés | 1. futam | 1. futam | 2. futam | 2. futam | Összesítés | Összesítés |
| Versenyző             | Versenyszám       | Pont      | Hely.     | Pont      | Hely.     | Pont       | Hely.      | Pont     | Hely.    | Pont     | Hely.    | Pont       | Helyezés   |
| --------------------- | ----------------- | --------- | --------- | --------- | --------- | ---------- | ---------- | -------- | -------- | -------- | -------- | ---------- | ---------- |
| Ian Wiley             | Férfi kajak egyes | 135,66    | 19.       | 130,76    | 13.       | 266,42     | 16.        | kiesett  | kiesett  | kiesett  | kiesett  | kiesett    | kiesett    |
| Eadaoin Ní Challarain | Női kajak egyes   | 167,93    | 18.       | 163,56    | 19.       | 331,49     | 18.        | kiesett  | kiesett  | kiesett  | kiesett  | kiesett    | kiesett    |

## Kerékpározás

### Hegyi-kerékpározás
| Versenyző     | Versenyszám        | Idő                    | Helyezés |
| ------------- | ------------------ | ---------------------- | -------- |
| Robin Seymour | Férfi terepverseny | 2:20:40,19 (+11:37,69) | 28.      |
| Tarja Owens   | Női terepverseny   | 1 kör hátrány          | 29.      |

### Országúti kerékpározás
| Versenyző    | Versenyszám   | Idő             | Helyezés |
| ------------ | ------------- | --------------- | -------- |
| David McCann | Mezőnyverseny | 5:30:46 (+1:38) | 43.      |
| Ciarán Power | Mezőnyverseny | 5:34:58 (+5:50) | 74.      |

Női
| Versenyző      | Versenyszám   | Idő           | Helyezés      |
| -------------- | ------------- | ------------- | ------------- |
| Deirdre Murphy | Mezőnyverseny | nem ért célba | nem ért célba |

## Lovaglás
Díjlovaglás
| Versenyző      | Ló     | Versenyszám | 1. kör | 1. kör | 2. kör  | 2. kör  | 3. kör  | 3. kör  | Végeredmény | Végeredmény |
| Versenyző      | Ló     | Versenyszám | Pont   | Hely.  | Pont    | Hely.   | Pont    | Hely.   | Pont        | Helyezés    |
| -------------- | ------ | ----------- | ------ | ------ | ------- | ------- | ------- | ------- | ----------- | ----------- |
| Heike Holstein | Royale | Egyéni      | 62,76  | 42.    | kiesett | kiesett | kiesett | kiesett | kiesett     | kiesett     |

Lovastusa
| Versenyző                                                          | Ló                                                         | Versenyszám | Díjlovaglás | Díjlovaglás | Tereplovaglás | Tereplovaglás | Tereplovaglás | Díjugratás | Díjugratás | Végeredmény | Végeredmény |
| Versenyző                                                          | Ló                                                         | Versenyszám | Bünt.       | Hely.       | Bünt.         | Hely.         | Össz.         | Bünt.      | Hely.      | Bünt.       | Helyezés    |
| ------------------------------------------------------------------ | ---------------------------------------------------------- | ----------- | ----------- | ----------- | ------------- | ------------- | ------------- | ---------- | ---------- | ----------- | ----------- |
| Austin O’Connor                                                    | Fabio                                                      | Egyéni      | 52,80       | 22.         | 39,20         | 92,00         | 19.           | 5,00       | 7.         | 97,00       | 17.         |
| Trevor Smith                                                       | High Scope                                                 | Egyéni      | 65,00       | 34.         | 36,80         | 101,80        | 21.           | 0,00       | 1.         | 101,80      | 18.         |
| Patricia Donegan-Ryan Susan Shortt Nicola Cassidy Virginia McGrath | Don't Step Back Joy Of My Heart Mr Mullins The Yellow Earl | Csapat      | 175,80      | 10.         | 53,20         | 239,40        | 6.            | 15,00      | 1.*        | 270,00      | 5.          |

* - egy másik csapattal azonos eredményt ért el

## Ökölvívás
| Versenyző     | Versenyszám   | Selejtező                    | Nyolcaddöntő      | Negyeddöntő       | Elődöntő          | Döntő             | Helyezés |
| Versenyző     | Versenyszám   | Ellenfél Eredmény            | Ellenfél Eredmény | Ellenfél Eredmény | Ellenfél Eredmény | Ellenfél Eredmény | Helyezés |
| ------------- | ------------- | ---------------------------- | ----------------- | ----------------- | ----------------- | ----------------- | -------- |
| Michael Roche | Nagyváltósúly | Firat Karagollu (TUR) · 4-17 | kiesett           | kiesett           | kiesett           | kiesett           | 17.      |

## Sportlövészet
Férfi
| Versenyző     | Versenyszám       | Selejtező | Selejtező | Döntő   | Döntő    |
| Versenyző     | Versenyszám       | Pont      | Helyezés  | Pont    | Helyezés |
| ------------- | ----------------- | --------- | --------- | ------- | -------- |
| Alan Lewis    | Sportpuska, fekvő | 587       | 41.**     | kiesett | kiesett  |
| Derek Burnett | Trap              | 111       | 18.***    | kiesett | kiesett  |
| David Malone  | Trap              | 110       | 22.       | kiesett | kiesett  |

** - két másik versenyzővel azonos eredményt ért el

*** - három másik versenyzővel azonos eredményt ért el

## Tollaslabda
| Versenyző    | Versenyszám | Selejtező         | 32-es főtábla                 | Nyolcaddöntő      | Negyeddöntő       | Elődöntő          | Döntő             | Helyezés |
| Versenyző    | Versenyszám | Ellenfél Eredmény | Ellenfél Eredmény             | Ellenfél Eredmény | Ellenfél Eredmény | Ellenfél Eredmény | Ellenfél Eredmény | Helyezés |
| ------------ | ----------- | ----------------- | ----------------------------- | ----------------- | ----------------- | ----------------- | ----------------- | -------- |
| Sonya McGinn | Női egyes   | erőnyerő          | Mia Audina (NED) · 3–11, 6–11 | kiesett           | kiesett           | kiesett           | kiesett           | 17.      |

## Úszás
Férfi
| Versenyző   | Versenyszám    | Előfutam | Előfutam | Előfutam | Elődöntő | Elődöntő | Elődöntő | Döntő   | Döntő    |
| Versenyző   | Versenyszám    | Idő      | Hely.    | Össz.    | Idő      | Hely.    | Össz.    | Idő     | Helyezés |
| ----------- | -------------- | -------- | -------- | -------- | -------- | -------- | -------- | ------- | -------- |
| Andrew Bree | 100 m mell     | 1:04,58  | 3.       | 41.      | kiesett  | kiesett  | kiesett  | kiesett | kiesett  |
| Andrew Bree | 200 m mell     | 2:18,14  | 5.       | 27.      | kiesett  | kiesett  | kiesett  | kiesett | kiesett  |
| Colin Lowth | 200 m pillangó | 2:03,91  | 8.       | 37.      | kiesett  | kiesett  | kiesett  | kiesett | kiesett  |

Női
| Versenyző      | Versenyszám | Előfutam | Előfutam | Előfutam | Elődöntő | Elődöntő | Elődöntő | Döntő   | Döntő    |
| Versenyző      | Versenyszám | Idő      | Hely.    | Össz.    | Idő      | Hely.    | Össz.    | Idő     | Helyezés |
| -------------- | ----------- | -------- | -------- | -------- | -------- | -------- | -------- | ------- | -------- |
| Chantal Gibney | 50 m gyors  | 27,46    | 6.       | 48.      | kiesett  | kiesett  | kiesett  | kiesett | kiesett  |
| Chantal Gibney | 100 m gyors | 58,79    | 7.       | 42.      | kiesett  | kiesett  | kiesett  | kiesett | kiesett  |
| Chantal Gibney | 200 m gyors | 2:05,24  | 4.       | 28.      | kiesett  | kiesett  | kiesett  | kiesett | kiesett  |
| Chantal Gibney | 400 m gyors | 4:23,73  | 4.       | 34.      |          |          |          | kiesett | kiesett  |
| Emma Robinson  | 100 m mell  | 1:13,41  | 5.       | 29.      | kiesett  | kiesett  | kiesett  | kiesett | kiesett  |

## Vitorlázás
Férfi
| Versenyző     | Versenyszám | Futam | Futam | Futam | Futam | Futam | Futam | Futam | Futam | Futam | Futam | Futam | Pontszám | Helyezés |
| Versenyző     | Versenyszám | 1     | 2     | 3     | 4     | 5     | 6     | 7     | 8     | 9     | 10    | 11    | Pontszám | Helyezés |
| ------------- | ----------- | ----- | ----- | ----- | ----- | ----- | ----- | ----- | ----- | ----- | ----- | ----- | -------- | -------- |
| David Burrows | Finn dingi  | 9     | (16)  | 7     | 15    | (19)  | 1     | 10    | 1     | 6     | 12    | 8     | 69,0     | 9.       |

Női
| Versenyző     | Versenyszám | Futam | Futam | Futam | Futam | Futam | Futam | Futam | Futam | Futam | Futam | Futam | Pontszám | Helyezés |
| Versenyző     | Versenyszám | 1     | 2     | 3     | 4     | 5     | 6     | 7     | 8     | 9     | 10    | 11    | Pontszám | Helyezés |
| ------------- | ----------- | ----- | ----- | ----- | ----- | ----- | ----- | ----- | ----- | ----- | ----- | ----- | -------- | -------- |
| Maria Coleman | Europe      | 11    | 5     | 3     | 15    | (17)  | 7     | 11    | (17)  | 9     | 14    | 11    | 86,0     | 12.      |

Nyílt
| Versenyző                    | Versenyszám | Futam  | Futam | Futam | Futam | Futam | Futam | Futam | Futam | Futam | Futam | Futam  | Pontszám | Helyezés |
| Versenyző                    | Versenyszám | 1      | 2     | 3     | 4     | 5     | 6     | 7     | 8     | 9     | 10    | 11     | Pontszám | Helyezés |
| ---------------------------- | ----------- | ------ | ----- | ----- | ----- | ----- | ----- | ----- | ----- | ----- | ----- | ------ | -------- | -------- |
| Mark Mansfield David O’Brien | Csillaghajó | (15,0) | 12,0  | 12,0  | 10,0  | 7,0   | 9,0   | 13,0  | 3,0   | 11,0  | 13,0  | (17,0) | 90,0     | 14.      |